# Experiência da pipa
Experiência da pipa foi uma experiência científica na qual uma pipa com um fio condutor elétrico foi elevada e conduzida até perto de nuvens carregadas. Tencionava coletar eletricidade estática do ar e conduzi-la através do fio úmido até o chão. A experiência foi proposta pela primeira vez em 1752 por Benjamin Franklin, que a teria realizado com a assistência de seu filho William. Seu objetivo era investigar a natureza da relâmpago e da eletricidade que ainda não eram compreendidas. Combinado com outros experimentos no solo, a experiência da pipa demonstrou que os raios e a eletricidade eram resultantes do mesmo fenômeno.

## Antecedentes
Especulações de Jean-Antoine Nollet tinham levado à questão da natureza elétrica do relâmpago sendo colocada como uma questão de prêmio em Bordeaux em 1749. Em 1750, foi objeto de discussão pública na França com uma dissertação de Denis Barberet recebendo um prêmio em Bordeaux. Barberet propôs uma causa de acordo com o efeito triboelétrico. No mesmo ano, Franklin reverteu seu ceticismo anterior sobre a atração de relâmpagos elétricos por locais elevados. O físico Jacques de Romas também escreveu um mémoire com idéias semelhantes naquele ano e mais tarde defendeu-as como independentes de Franklin.

## Experimentos com hastes
Em 1752, Franklin propôs um experimento com hastes condutivas para atrair relâmpagos para uma garrafa de Leiden (uma forma inicial de capacitor). Tal experimento foi realizado em maio de 1752 em Marly-la-Ville, no norte da França, por Thomas-François Dalibard. Uma tentativa de replicar o experimento matou Georg Wilhelm Richmann em São Petersburgo em agosto de 1753; especula-se que ele teria sido vitimado por um raio globular. Diz-se que o próprio Franklin conduziu o experimento em junho de 1752, supostamente no topo da torre da Igreja de Cristo (Filadélfia). No entanto, a torre da igreja não foi construída até 1754.

## Experiência da pipa de Franklin

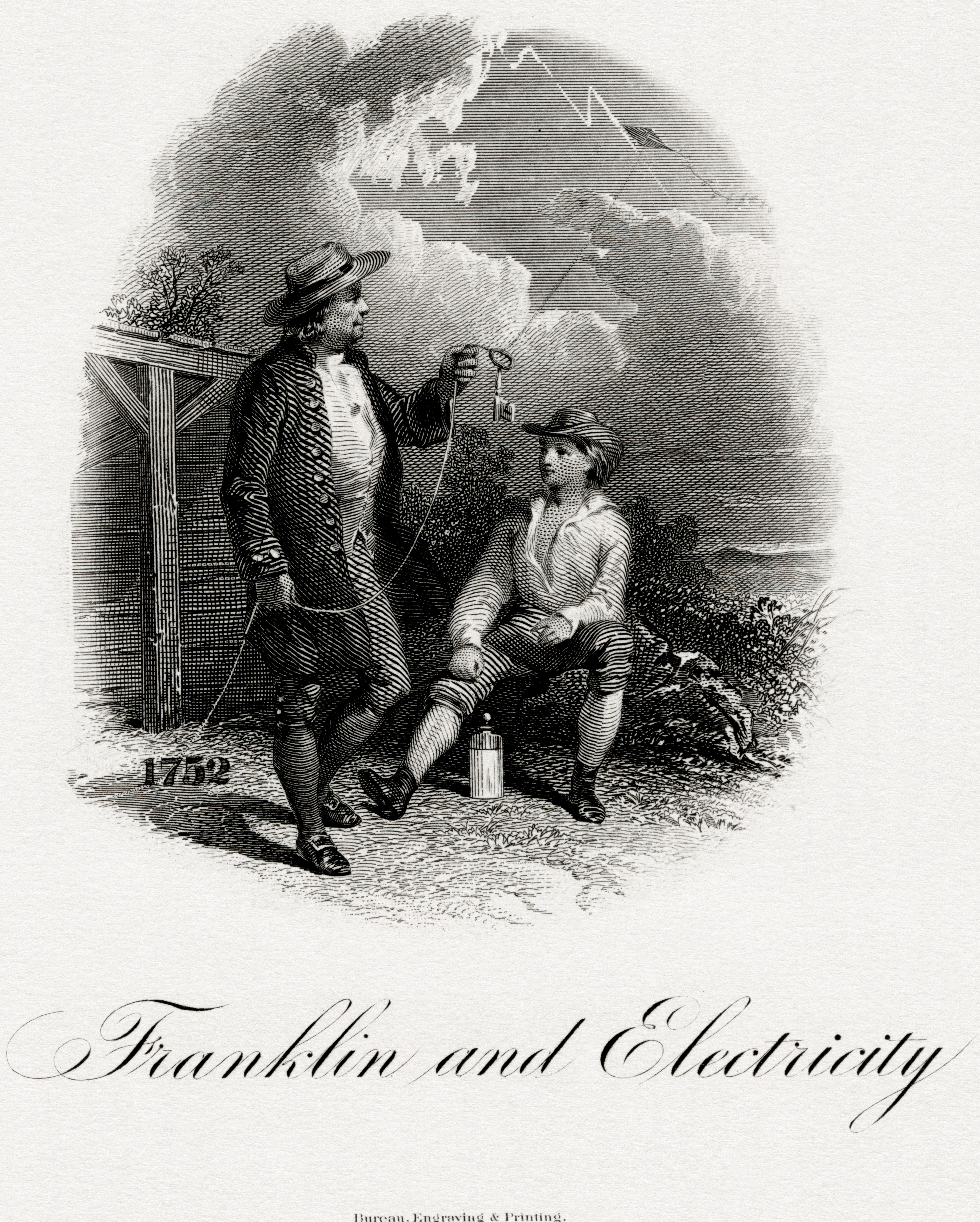
Gravura Franklin and Electricity (c. 1860), que foi usada na nota do Banco Nacional de US$ 10 entre as décadas de 1860 e 1890.

A experiência de Franklin foi realizada na Filadélfia em junho de 1752, de acordo com o relato de Joseph Priestley. Franklin descreveu o experimento no The Pennsylvania Gazette em 19 de outubro de 1752 sem mencionar que a tinha realizado. O relato foi lido para a Royal Society em 21 de dezembro e impresso como tal no Philosophical Transactions. Um relato mais completo da experiência de Franklin foi dado por Priestley em 1767, que presumivelmente recebeu os detalhes diretamente de Franklin, que estava em Londres quando Priestley escreveu o livro.

De acordo com o relato de Priestley de 1767, Franklin percebeu os perigos do uso de hastes condutoras e, em vez disso, usou a condutividade de um fio de cânhamo úmido preso a uma pipa. Como resultado, ele foi capaz de permanecer no chão e deixar seu filho alçar a pipa da cobertura de um galpão próximo. Isso permitiu que Franklin e seu filho mantivessem o fio de seda da pipa seco para isolá-los enquanto o fio de cânhamo da pipa podia se molhar na chuva para fornecer condutividade. Uma chave foi presa ao fio de cânhamo e conectada a uma garrafa de Leiden; um fio de seda foi amarrada a este. "Esta chave carregou a garrafa, e do fogo elétrico assim obtido, ele acendeu espíritos, e realizou todos as outras experiências elétricas que são geralmente exibidas pela fricção de um globo animado tubo." Ao contrário da crença popular, a pipa não foi atingida por um raio visível; caso contrário, Franklin quase certamente teria sido morto pelo choque elétrico. No entanto, Franklin notou que fios soltos da corda de pipa estavam se repelindo e deduziu que a a garrafa de Leiden estava sendo carregada. Ele aproximou a mão da chave e observou uma faísca elétrica que provou a natureza elétrica do relâmpago.